# Дейв Меттьюз
Дейв Меттьюз — американський музикант, засновник гурту Dave Matthews Band.

## Життєпис
Девід Джон Меттьюз народився 9 січня 1967 року в Йоганессбурзі, ПАР. Коли Дейву було два роки, родина переїхала з Південної Африки до Нью-Йорку, проте після смерті батька він з матір'ю повернувся до Йоганнесбурга і там закінчив школу. 1986 року Меттьюз оселився в Шарлоттсвіллі, штат Вірджинія, США. Знайомство з місцевим гітаристом Тімом Рейнольдсом надихнуло Меттьюза записати власні пісні на плівку, і 1991 року він створив власний гурт Dave Matthews Band. Музиканти проводили багато часу у джем-сейшнах, виконуючи музику, що поєднувала коледж-рок та джаз. Записи їхніх виступів розповсюджувалися на місцевій андеграунд-сцені та врешті решт привернули увагу лейблу RCA Records, який 1994 року запропонував гуртові контракт на видання альбомів.
Перший альбом Dave Matthews Band на мейджор-лейблі вийшов 1994 року і зробив гурт неймовірно популярним у США. Перші п'ять студійних платівок колективу стали мультиплатиновими, а починаючи з 2000-х років сім альбомів DMB поспіль посідали перше місце в хіт-параді Billboard 200. Дейв Меттьюз був 16 разів номінований на отримання премії «Греммі» та став її лауреатом двічі: 1997 року в категорії «Найкраще рок-виконання дуетом чи гуртом» за пісню «So Much to Say» та 2004 року в категорії «Найкраще чоловіче вокальне рок-виконання» («Gravedigger»).  
Дейв Меттьюз живе в Сіетлі, США, разом з дружиною Ешлі, з якою одружився 2000 року. У пари троє дітей: доньки-близнюки Стелла та Грейс (н. 2001) та син Олівер (н. 2007).